# Liste der Nummer-eins-R&B-Alben in den USA (1970)
Dies ist eine Liste der Nummer-eins-Alben in den von Billboard ermittelten Verkaufscharts für R&B-Alben in den USA im Jahr 1970. In diesem Jahr gab es acht Nummer-eins-Alben.
| ← 1969 ← | Liste der Nummer-eins-R&B-Alben in den USA | Liste der Nummer-eins-R&B-Alben in den USA | Liste der Nummer-eins-R&B-Alben in den USA | 1971 →                    |
| \| Zeitraum \| Wo. ges. \| Interpret \| Titel \| Zusätzliche Informationen \| \| (Zeitraum, Wochen auf Platz eins, Interpret, Titel, zusätzliche Informationen) \| \| \| \| \| \| ------------------------------------------------------------------------------ \| -------- \| ---------------------- \| ------------------------------------ \| ------------------------- \| \| 27. Dezember 1969 – 13. Februar 1970 7 Wochen (insgesamt 15) \| 15 \| The Temptations \| Puzzle People[1] \| - \| \| 14. Februar 1970 – 17. April 1970 9 Wochen (insgesamt 9) \| 9 \| The Jackson 5 \| Diana Ross Presents The Jackson 5[2] \| - \| \| 18. April 1970 – 15. Mai 1970 4 Wochen (insgesamt 4) \| 4 \| The Temptations \| Psychedelic Shack[3] \| - \| \| 16. Mai 1970 – 19. Juni 1970 5 Wochen (insgesamt 5) \| 5 \| Isaac Hayes \| The Isaac Hayes Movement[4] \| - \| \| 20. Juni 1970 – 7. August 1970 7 Wochen (insgesamt 7) \| 7 \| The Jackson 5 \| ABC[5] \| - \| \| 8. August 1970 – 21. August 1970 2 Wochen (insgesamt 7) \| 7 \| Isaac Hayes \| The Isaac Hayes Movement \| - \| \| 22. August 1970 – 25. September 1970 5 Wochen (insgesamt 12) \| 12 \| The Jackson 5 \| ABC \| - \| \| 26. September 1970 – 9. Oktober 1970 2 Wochen (insgesamt 2) \| 2 \| Diana Ross \| Diana Ross[6] \| - \| \| 10. Oktober 1970 – 18. Dezember 1970 10 Wochen (insgesamt 10) \| 10 \| The Jackson 5 \| Third Album[7] \| - \| \| 19. Dezember 1970 – 25. Dezember 1970 1 Woche (insgesamt 1) \| 1 \| Sly & the Family Stone \| Greatest Hits[8] \| - \| |                                            |                                            |                                            |                           |
| ← 1969 |                                            |                                            |                                            | → 1971 →                  |
| Zeitraum | Wo. ges.                                   | Interpret                                  | Titel                                      | Zusätzliche Informationen |
| (Zeitraum, Wochen auf Platz eins, Interpret, Titel, zusätzliche Informationen) |                                            |                                            |                                            |                           |
| 27. Dezember 1969 – 13. Februar 1970 7 Wochen (insgesamt 15) | 15                                         | The Temptations                            | Puzzle People                              | -                         |
| 14. Februar 1970 – 17. April 1970 9 Wochen (insgesamt 9) | 9                                          | The Jackson 5                              | Diana Ross Presents The Jackson 5          | -                         |
| 18. April 1970 – 15. Mai 1970 4 Wochen (insgesamt 4) | 4                                          | The Temptations                            | Psychedelic Shack                          | -                         |
| 16. Mai 1970 – 19. Juni 1970 5 Wochen (insgesamt 5) | 5                                          | Isaac Hayes                                | The Isaac Hayes Movement                   | -                         |
| 20. Juni 1970 – 7. August 1970 7 Wochen (insgesamt 7) | 7                                          | The Jackson 5                              | ABC                                        | -                         |
| 8. August 1970 – 21. August 1970 2 Wochen (insgesamt 7) | 7                                          | Isaac Hayes                                | The Isaac Hayes Movement                   | -                         |
| 22. August 1970 – 25. September 1970 5 Wochen (insgesamt 12) | 12                                         | The Jackson 5                              | ABC                                        | -                         |
| 26. September 1970 – 9. Oktober 1970 2 Wochen (insgesamt 2) | 2                                          | Diana Ross                                 | Diana Ross                                 | -                         |
| 10. Oktober 1970 – 18. Dezember 1970 10 Wochen (insgesamt 10) | 10                                         | The Jackson 5                              | Third Album                                | -                         |
| 19. Dezember 1970 – 25. Dezember 1970 1 Woche (insgesamt 1) | 1                                          | Sly & the Family Stone                     | Greatest Hits                              | -                         |